# Эггисодоны
Эггисодоны (лат. Eggysodon) — вымерший род непарнокопытных семейства Гиракодонтовые, родственного современным носорогам. Существовал в среднем и позднем олигоцене Европы и Азии. Был характерным компонентом тургайской фауны. Выделяется около 6 видов эггисодонов.

## Таксономическая история
Раньше эггисодонов часто считали примитивными носороговыми (Rhinocerotidae), в настоящее время их относят к подсемейству аллацеропин (Allaceropinae) из гиракодонтовых (Hyracodontidae). Род Eggysodon был выделен в 1912 году и включал на тот момент 4 вида. Через 3 года был описан новый род и вид аллацеропс тургайский (Allacerops turgaica), в настоящее время включённый в род эггисодон под названием эггисодон тургайский (Eggysodon turgaica).

## Описание

### Внешний вид и строение
Эггисодоны были похожи на некрупных лошадей и имели лёгкий, стройный скелет. Их туловище было высокое и узкое, а ноги длинные и тонкие, с тремя пальцами. Строение скелета выдаёт в них животных, хорошо приспособленных к бегу и обитавших на твёрдых грунтах полуоткрытых пространств.
Зубной аппарат эггисодонов примитивен. Зубная формула для нижней челюсти — 2:1:4:3. Клыки (некоторые авторы путали из с третьими резцами) есть в обеих челюстях. Они достаточно крупные и могли служить в качестве оружия. Щёчные зубы с низкими коронками, без цемента. Есть по 4 верхних и нижних предкоренных, верхние слабо моляризованы. Коренные зубы эггисодонов устроены почти так же просто, как и у древнейших известных носороговых (Rhinocerotidae), например, у тригониасов (Trigonias) из олигоцена Северной Америки.

### Места и древность находок
Окаменелости эггисодонов известны из среднего и позднего олигоцена от Китая до Франции. Европейские виды в основном мельче азиатских, а их останки малочисленны и фрагментарны.

### Образ жизни и питание
Судя по строению коренных зубов эггисодоны питались в основном листьями и молодыми побегами кустарников. Видимо, это были быстрые и очень подвижные животные.

## Вымирание
Видимо, эггисодоны вымерли из-за иссушения климата, вызвавшего широкое распространение открытых степей, где на смену прежним травоядным и хищникам пришли новые, лучше приспособленные к новым условиям виды.

## Виды
Eggysodon osborni Schlosser, 1902 — из среднего олигоцена Франции, изучен лучше других европейских эггисодонов.
Eggysodon gaudryi Rames, 1886 — другой вид из среднего олигоцена Франции. Он примитивнее, чем E. оsborni и E. turgaica, что видно по строению его зубов.
Eggysodon pomeli Roman, 1912 — типовой вид, также из среднего олигоцена Франции. Самый мелкий среди эггисодонов.
Eggysodon reichenaui Deninger, 1903 — вид из среднего олигоцена Франции, признанный не всеми исследователями.
Eggysodon turgaica Borissiak, 1915 (синонимы: Еріасеratherium turgaicum, Allacerops turgaica) — найден Казахстане (средний и поздний олигоцен), а также в Монголии (Челкар-Тениз, Мынеске-Суйек и другие места) в отложениях среднего олигоцена. От него сохранилось много ископаемых костей, поэтому вид хорошо изучен. Отличается от европейских эггисодонов большими размерами и особенностями строения зубов. Типичный представитель тургайской фауны.
Eggysodon minor Belayeva, 1954 — вид из олигоцена Монголии (Татал Гол, Улан Ганга). В начале описан как подвид E. turgaica, но затем выделен в отдельный вид. Мельче эггисодона тургайского, а также отличается от него особенностями строения передней части нижней челюсти.
Существуют принадлежащие этому роду, но не определённые до вида ископаемые из Казахстана, Монголии и Китая.